# Over-blowing
 (avril 2024).
Si vous disposez d'ouvrages ou d'articles de référence ou si vous connaissez des sites web de qualité traitant du thème abordé ici, merci de compléter l'article en donnant les références utiles à sa vérifiabilité et en les liant à la section « Notes et références ».
L'over-blowing — littéralement sur-souffle — est une technique concernant l'harmonica et la flûte traversière, popularisée par le flûtiste de Jethro Tull, Ian Anderson.
Sur la flûte, elle consiste à forcer le souffle pour obtenir une note plus haute sans la former par le doigté. Par exemple, le ré donne un la intense, de la même octave, et peut même donner un fa dièse de l'octave au-dessus si le souffle est encore plus forcé. Bien entendu, en pratiquant cette technique, on obtient aussi la note jouée au départ mais sur différentes octaves. Les sons produits par l’over-blowing sont communément appelés des harmoniques.
Cette technique procure une richesse de son et une étendue de jeu particulière et appréciée par plusieurs musiciens. Certains écrivent même des partitions entières pour over-blowing. Deux notes différentes y sont alors écrites; celle du doigté, et celle du son désiré en utilisant cette technique.
Sur l'harmonica diatonique, il ne s'agit nullement des harmoniques mais d'une technique qui, en soufflant très faiblement mais avec beaucoup de pression, permet de bloquer une anche de l'harmonica et de faire vibrer l'anche opposée au-delà de sa note naturelle. Ainsi, en soufflant dans la 4e ouverture d'un harmonica en do, on obtient un do et en aspirant, on obtient un ré ; si l'on joue un overblow en 4, on fait se rapprocher la lamelle soufflée de la plaque sur laquelle elle est fixée, ce qui a pour effet de libérer par pression la lamelle aspirée qui vibre au-delà (over signifie au-delà en anglais) de sa note naturelle. Ainsi, en jouant un overblow en 4, on obtient un mib, c'est-à-dire une note située à un demi-ton au-dessus de la note obtenue en aspirant (ré).
Contrairement aux idées reçues, il n'est pas difficile d'obtenir des overblows. Bien sûr, cette technique est encore peu employée car peu connue et ce sont surtout des harmonicistes comme Howard Levy -inventeur de cette technique-, Jason Ricci, Carlos del Junco, Fred Yonnet, Sébastien Charlier ou Adam Gussow qui l'utilisent souvent mais Jean-Jacques Milteau et Greg Zlap l'utilisent aussi.